# Marek Lambora

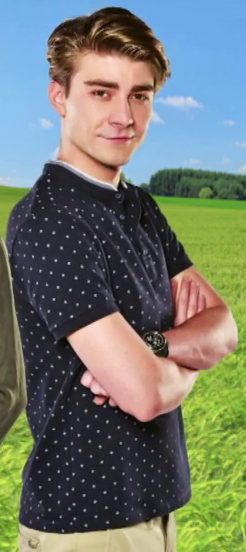
Marek Lambora v seriálu Slunečná

Marek Lambora (* 23. května 1995 Ústí nad Labem) je český divadelní, televizní a filmový herec.

## Životopis
Marek nepochází z herecké rodiny, ale herectví se stalo jeho vysněnou kariérou už v nízkém věku. Odmala byl podle svých vlastních slov ve škole považován za třídního šaška. Studoval osmileté gymnázium v Ústí nad Labem, ale v polovině studia gymnázium opustil. Následně vystudoval hudebně dramatický obor na Pražské konzervatoři. Jeho domovskou divadelní scénou bylo v letech 2015–2024 Divadlo na Vinohradech. Do vinohradského divadla se dostal ve svých devatenácti letech a debutoval zde rolí Romea v Shakespearově Romeovi a Julii v režii Juraje Deáka. Hostoval například v Národním divadle, Divadle Minaret nebo Divadle Na Fidlovačce.
Už v roce 2016 si vyzkoušel hrát před kamerou ve filmech Dvojníci a Ostravák Ostravski.
V roce 2019 účinkoval v šesté sérii televizního pořadu Tvoje tvář má známý hlas, kterou následně vyhrál.
V roce 2020 získal popularitu hlavní rolí milionáře Janka Linharta v seriálu Slunečná. Ve stejném roce se objevil ve dvou filmových pohádkách: Zakleté pírko a Princezna zakletá v čase.
V Hudebním divadle Karlín od roku 2023 ztvárňuje roli čerta Uriáše v muzikálu Anděl Páně a od roku 2024 Adama v muzikálu Beetlejuice.

## Filmografie
| Rok       | Název                      | Role                 | Poznámky                                 |
| --------- | -------------------------- | -------------------- | ---------------------------------------- |
| 2014      | Do světa                   | mladík Vláďa         | studentský film                          |
| 2016      | Dvojníci                   | Patrik Hrubeš        | film                                     |
| 2016      | Ostravak Ostravski         | mladý úředník        | film                                     |
| 2016      | Doktorka Kellerová         |                      | televizní seriál, díl: „Slepota“         |
| 2016      | Jáma                       | voják                | studentský film                          |
| 2017      | Přístav                    | Martin Pátek         | televizní seriál                         |
| 2017      | Bublina                    |                      | studentský film                          |
| 2018      | Ohnivý kuře                | Radek Tměj           | televizní seriál                         |
| 2018      | Specialisté                | Prokop Verner        | televizní seriál, díl: „Skok do prázdna“ |
| 2018      | Co by kdyby?               | Šprt Kamil           | televizní seriál                         |
| 2019      | Černé vdovy                | Filip Rychnovský     | televizní seriál                         |
| 2019      | Tvoje tvář má známý hlas   | on sám (soutěžící)   | televizní pořad, 6. řada                 |
| 2020      | Zakleté pírko              | Hrabě Jaromír        | pohádka                                  |
| 2020      | Princezna zakletá v čase   | Jan z Calderónu      | pohádka                                  |
| 2020–2022 | Slunečná                   | Jan Linhart          | televizní seriál                         |
| 2021      | Ubal a zmiz                | André                | film                                     |
| 2021      | Tvoje tvář má známý hlas   | on sám (porotce)     | televizní pořad, 8. řada                 |
| 2021      | Chlupáčci                  | Eda (hlas)           | animovaný film                           |
| 2022      | Láska hory přenáší         | Petr                 | film                                     |
| 2022      | Princezna zakletá v čase 2 | Jan z Calderónu      | pohádka                                  |
| 2023      | Specialisté                | npor. Matěj Karas    | televizní seriál                         |
| 2023      | Půlnoční zpověď            | kněz Albert Mach     | televizní seriál                         |
| 2023      | Malá velká liga            | Leoš Paška           | televizní seriál                         |
| 2023      | Poslední oběť              | Kněz Albert Mach     | televizní seriál                         |
| 2023      | Terezín: Láska za zdí      | Petr Kien            | film                                     |
| 2024      | Pyšná princezna            | král Miroslav (hlas) | pohádka                                  |
| 2024      | Lovec                      | Milan                | televizní seriál                         |
| 2025      | Zlatovláska                | Štěpán               | pohádka                                  |

## Divadelní role
| Rok  | Název                  | Role                                    | Divadlo                | Režie             | Autor                                                 |
| ---- | ---------------------- | --------------------------------------- | ---------------------- | ----------------- | ----------------------------------------------------- |
| 2015 | Romeo a Julie          | Romeo                                   | Divadlo na Vinohradech | Juraj Deák        | William Shakespeare                                   |
| 2016 | Alenka v kraji zázraků | Ferda a Kloboučník                      | Divadlo Hybernia       | Matěj Balcar      | Jan Pixa, Alena Pixová, Vašo Patejdl, Kristýna Pixová |
| 2016 | Dvojitý agent          | Maggs                                   | Divadlo na Vinohradech | Radovan Lipus     | Tom Stoppard                                          |
| 2016 | Nepřítel lidu          | Billing                                 | Divadlo na Vinohradech | Juraj Deák        | Henrik Ibsen                                          |
| 2016 | Pygmalion              | Fredy Eynsford-Hill                     | Divadlo na Vinohradech | Juraj Deák        | George Bernard Shaw                                   |
| 2016 | Rod Glembayů           | Oliver Glembay                          | Divadlo na Vinohradech | Martin Huba       | Miroslav Krleža                                       |
| 2016 | Její pastorkyňa        | Štěva                                   | Divadlo na Vinohradech | Martin Františák  | Gabriela Preissová                                    |
| 2017 | Periferie              | Franci                                  | Divadlo na Vinohradech | Martin Huba       | František Langer                                      |
| 2018 | Ifigenie v Aulidě      | Achilleus                               | Divadlo na Vinohradech | Martin Čičvák     | Eurípidés                                             |
| 2018 | Ulity                  | Marek                                   | Divadlo na Vinohradech | Alžběta Burianová | Magdalena Frydrych Gregorová                          |
| 2018 | Konec masopustu        | Rafael                                  | Divadlo na Vinohradech | Martin Františák  | Josef Topol                                           |
| 2018 | Revizor                | okresní lékař Christian Ivanovič Hübner | Divadlo na Vinohradech | Juraj Deák        | Nikolaj Vasiljevič Gogol                              |
| 2019 | Ahoj krásko! (Linda)   | Luke                                    | Divadlo na Vinohradech | Juraj Deák        | Penelope Skinner                                      |
| 2019 | Šakalí léta            | Bejby                                   | Divadlo Na Fidlovačce  | Adam Skala        | Adam Skala, Kamila Krbcová, Ivan Hlas                 |
| 2020 | Zmoudření Dona Quijota | Amidas                                  | Divadlo na Vinohradech | Martin Čivčák     | Viktor Dyk                                            |
| 2020 | Balada pro banditu     | Nikola                                  | Divadlo na Vinohradech | Juraj Deák        | Milan Uhde, Miloš Štědroň                             |
| 2021 | Obchodník s deštěm     | Bill Starbuck                           | Divadlo na Vinohradech | Juraj Deák        | Nathaniel Richard Nash                                |
| 2023 | Bach & synové          | Karl Filip Emanuel Bach                 | Divadlo na Vinohradech | Juraj Deák        | Nina Raineová                                         |
| 2023 | Anděl Páně             | čert Uriáš                              | Hudební divadlo Karlín | Čičvák Martin     | Konášová Lucie                                        |
| 2024 | Beetlejuice            | Adam                                    | Hudební divadlo Karlín | Gabriel Barre     | Scott Brown, Anthony King                             |
| 2025 | Velký Gatsby           | Jay Gatsby                              | Divadlo na Vinohradech | Martin Čičvák     | Francis Scott Fitzgerald                              |

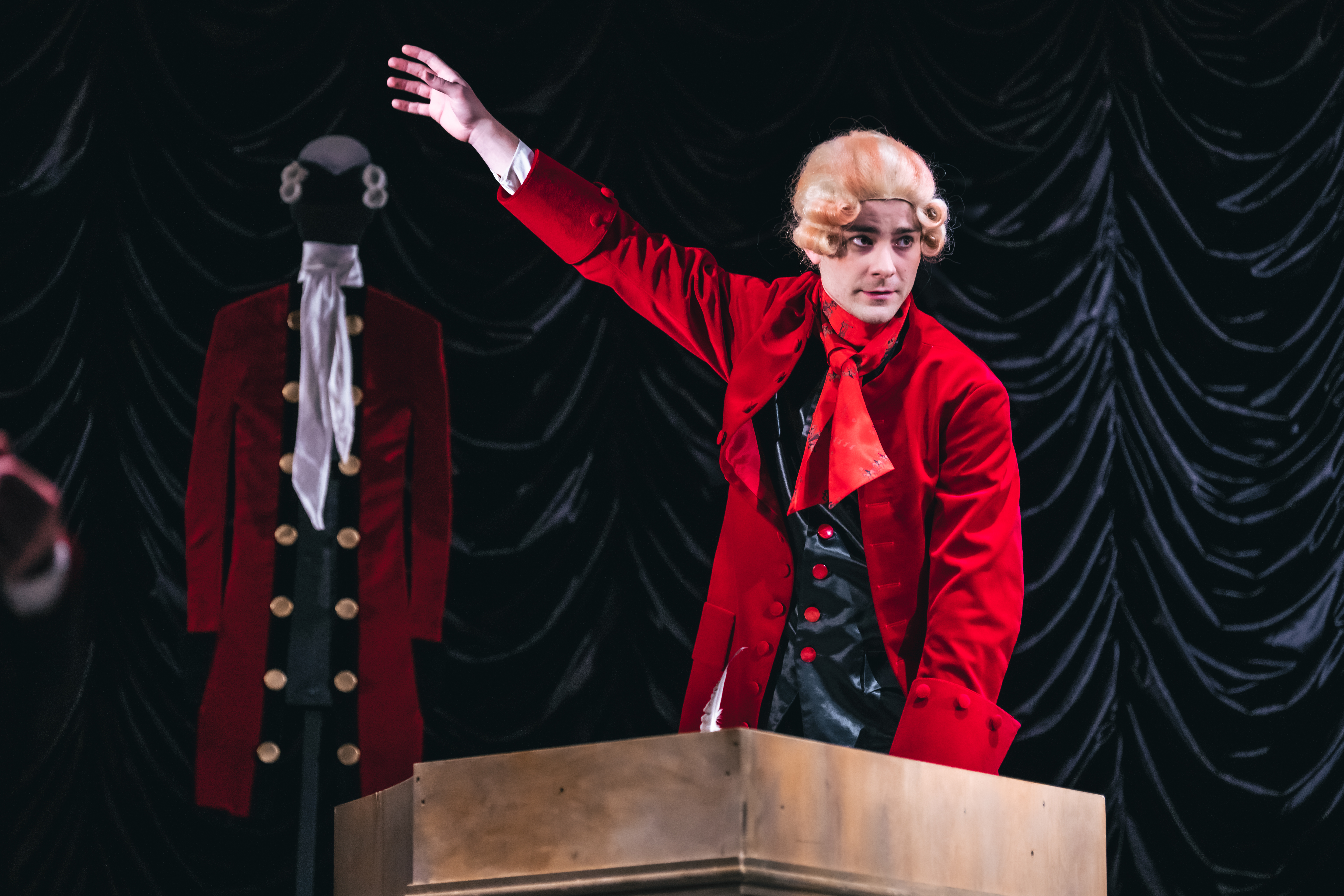
v roli Karla Filipa Emanuela Bacha, Bach a synové, Divadlo na Vinohradech, foto Petr Chodura (2023)